# Waville
Waville é uma comuna francesa na região administrativa de Grande Leste, no departamento de Meurthe-et-Moselle. Estende-se por uma área de 11,43 km². Em 2010 a comuna tinha 432 habitantes (densidade: 37,8 hab./km²).